# 于刚
于刚（1914年5月20日—1994年4月16日），原名陈泽云，湖南长沙人，中华人民共和国政治人物。

## 生平
1932年，毕业于湖南省立师范学校。1934年，考入北平师范大学历史系，参加一二九运动，任北师大学生自治会主席。抗日战争初期，任中共湖南省青委书记兼潭湘宁中心县委宣传部长。1940年冬到重庆，任《新华日报》党支部书记、主任。1947年，任中共中央城市工作部青训班主任、资料室主任、中央统战部秘书。中华人民共和国成立后，担任周恩来总理办公室秘书、国家人事部办公厅副主任。1952年，任中央统战部党派处处长、副秘书长。文化大革命中遭到迫害。1977年平反，任中央统战部副秘书长，研究室主任、全国政协文史研究委员会副主任。
1994年4月16日，在北京逝世，终年80岁。